# Tsinjomorona
Der Tsinjomorona ist ein Fluss im Nordwesten Madagaskars.

## Verlauf
Der Fluss hat seine Quellen an den Hängen des Androna-Plateaus, westlich des oberen Sofia-Beckens. Beim Verlassen des Plateaus fließt er durch eine weite Schwemmlandebene Richtung Westen. Kurz vor der Mündung schwenkt er nach Norden. Der Tsinjomorona mündet über das Loza-Ästuar in die Straße von Mosambik. Der Übergang in das Ästuar ist fließend und lässt sich nicht genau bestimmen.

## Hydrometrie
Die Durchflussmenge des Tsinjomorona wurde an der hydrologischen Station Marovato bei gut einem Drittel des Einzugsgebietes, über die Jahre 1980 bis 1984 gemittelt, gemessen (in m³/s).